# 더 캣 (2003년 영화)
《더 캣》(영어: Dr. Seuss' The Cat In The Hat)은 미국에서 제작된 보 웰치 감독의 2003년 판타지 코미디 영화이다. 마이크 마이어스 등이 출연하였고, 브라이언 그레이저 등이 제작에 참여하였다.
미국에서 2003년 11월 21일 극장 개봉하였으며, 전 세계적으로 1억 900만 달러 예산 대비 1억 3,390만 달러의 수익을 거두면서 흥행에 실패하였다.

## 출연
- 마이크 마이어스 - 더 캣 인 더 햇 역
- 스펜서 브레슬린 - 콘래드 월든 역
- 다코타 패닝 - 샐리 월든 역
- 켈리 프레스턴 - 조앤 월든 역: 엄마.
- 앨릭 볼드윈 - 로런스 "래리" 퀸 역
- 에이미 힐 - 콴 부인 역
- 숀 헤이스 - 행크 험버플루브 씨 역
- 대니엘 처크런 - 싱 1 역
- 브리트니 오크스 - 싱 2 역
- 댄 캐스털러네타 - 싱 역 (목소리)
- 스티븐 앤서니 로런스 - 덤 슈와이처 역
- 패리스 힐턴 - 클럽 손님 역
- 프랭크 웰커 - 네빈스 역 (목소리)
- 빅터 브랜트 - 해설

## 우리말 녹음
SBS 성우진 (2008년 7월 27일)
- 김일 - 캣(마이크 마이어스)
- 박일 - 퀸(앨릭 볼드윈)
- 임은정 - 엄마(켈리 프레스턴)
- 정미숙 - 샐리(다코타 패닝)
- 한인숙 - 콘래드(스펜서 브레슬린)
- 이영주 - 콴 부인(에이미 힐)
- 정재헌 - 험버플루브(숀 헤이스)
- 김용준 - 케이트(클린트 하워드)
- 탁원제 - 해설(빅터 브랜트)
- 윤여진 - 싱 원(대니엘 처크런)
- 정선혜 - 싱 투(브리트니 오크스)